# Eclectic
『Eclectic』（エクレクティック）は、小沢健二の4枚目のアルバム。2002年2月27日に東芝EMIから発売された。

## 解説
音楽活動としては、1998年のシングル『春にして君を想う』以来4年1か月振りの新作で、フルアルバムとしては、1996年『球体の奏でる音楽』以来5年4か月振り。前作から本作までの間に発売されたシングル曲は収録されなかった。
収録曲は、すべてアメリカ（ニューヨークとマイアミ）でレコーディングとミックスが行なわれており、バックコーラスもすべて現地の人間であるため、日本語が片言のように聞こえる。全曲シングル・カットはされておらず、ミュージック・ビデオも制作されていない。
小沢の本作に関連する活動はラジオ番組への出演のほか、雑誌やフリーペーパーのインタビューのみにとどまっている。以降、2014年までメディアへの出演は全く行われなかった。
歌詞カードには「2001年9月11日以降の情勢を深く鑑み、制作内容に対しても配慮しました。」との記述がある。
CDショップに配布されていた試聴用CDには、「愛について」、「麝香」、「1つの魔法」、「今夜はブギーバック/あの大きな心」が収録されていた。
非売品でアナログ盤『3 Songs from Kenji Ozawa』（品番:PRT-8520）も製作され、一部はインタビューを掲載した雑誌にて抽選でプレゼントされた。このアナログ盤には「ギターを弾く女」「麝香」「愛について」の3曲が収録されており、B面には同3曲のインストゥルメンタルが収録されている。

## 収録曲
全曲 作詞・作曲：小沢健二
1. ギターを弾く女（6:25）
2. 愛について（6:59）
3. 麝香（4:58）
2018年10月10日より配信のApple Musicオリジナルコンテンツ『Tokyo, Music & Us 2017-2018』の第3弾で、三浦大知とこの曲でセッションを行なった[1]。
4. あらし（4:44）
小沢は、「かなりeclecticな感じ」とコメントしている[3]。
5. 1つの魔法(終わりのない愛しさを与え)（5:12）
6. ∞(infinity)（4:39）
7. 欲望（3:32）
8. 今夜はブギーバック/あの大きな心（6:01）
スチャダラパーとのコラボ曲「今夜はブギー・バック」のセルフカバー。スチャダラパーによるラップのパートがカットされた代わりに新たに歌詞が加えられたほか、一部の英語のフレーズが日本語に置き換えられている。
小沢は、「前曲との10分近くある全体で何かを描けたらと思ってやってる。単体で聴くのとは感じが違うかも。」と語っている[4]。
9. bassline（2:55）
「愛について」の一部を再び使用している。歌詞の掲載は省略。タイトルどおりベースラインを響かせている。
10. 風と光があなたに恵むように（3:37）
5曲目のインストゥルメンタル。
11. 甘い旋律（5:00）
12. 踊る月夜の前に（3:20）
3曲目の一部を再び使用している。

## 演奏
- 小沢健二：Vocal, Guitars, Drum Beats
- Benjamin Love：Keyboards, Additional Arrangement
- Kenny Seymour：Keyboards, Synthesizer Programming
- Ron Long：Bass Guitar
- Mike Campbell：Guitars, Additional Arrangement
- Zak Souiman：Guitars
- Bashiri Johnson：Percussion, Additional Arrangement
- Jack King, Storm (Tisha Hunter, Pamela Saunders, Monica Boyd)：Background Vocals, Additional Arrangement
- Mary Brown, Vicky Echeverri：Background Vocals
- Roc Isaac, Jeff Davidson：Synthesizer Programming